# (72530) 2001 DJ98
(72530) 2001 DJ98 – planetoida z pasa głównego asteroid okrążająca Słońce w ciągu 4,43 lat w średniej odległości 2,7 j.a. Odkryta 17 lutego 2001 roku.